# فاینا شوچنکو
فاینا واسیلیونا شوچنکو (روسی: Фаина Васильевна Шевченко؛ ۱۷ مارس ۱۸۹۳ – ۱۰ مهٔ ۱۹۷۱) هنرپیشه اهل اتحاد جماهیر شوروی سوسیالیستی بود.
وی همچنین برندهٔ جوایزی همچون جایزه هنرمند مردمی اتحاد جماهیر شوروی، نشان لنین، هنرمند مردمی جمهوری شوروی فدراتیو سوسیالیستی روسیه، و مدال دفاع از قفقاز شده‌است.